# 匡衡

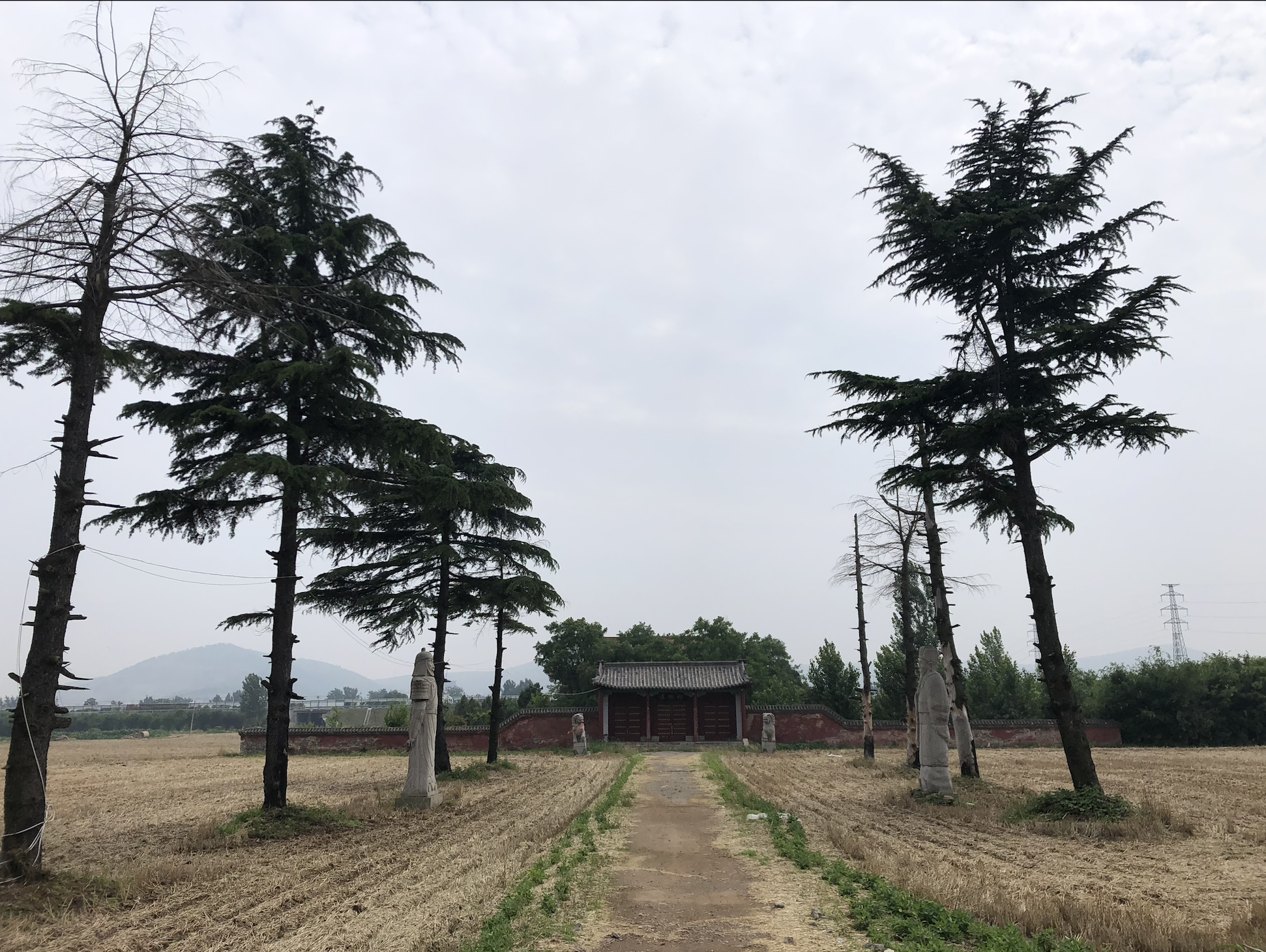
棗荘市嶧城区の匡衡の墓

匡 衡（きょう こう、生没年不詳）は、前漢の政治家。字は稚圭。東海郡承県の人。

## 略歴
家は代々農夫であり裕福ではなかったが、匡衡の代になって学問を好み、小作をして学費を捻出し、誰よりも精力的に学んだ。儒者の間では「『詩経』を語るな、匡衡がやってくる。匡衡が詩経を語れば顎が外れる」と言うようになった。
匡衡は、太学で学ぶことを許されたが、才能に乏しかったため卒業試験をなかなか突破することができず、9年目でやっと射策の丙科に合格した。試験に落ち続けたことで匡衡は経学に精通するようになり、太常の属官である文学掌故となって、平原郡に文学卒史として派遣された。学問をしている者からは匡衡が経書に明るく、後進の者は匡衡についていってしまうので遠方に置くべきではないと言う者が多かった。その件は太子太傅蕭望之・少府梁丘賀に下され、匡衡より事情を尋ねたところ、匡衡の学問には見るべきところがあると結論を出した。しかし宣帝はそれほど儒者を用いなかったのでそのまま平原に派遣した。しかし皇太子劉奭（後の元帝）は彼に感心していた。
宣帝が世を去り元帝が即位すると、外戚の史高が大司馬車騎将軍・領尚書事となり、前将軍蕭望之がその副となった。蕭望之は名儒であり元帝の恩師でもあったことから重く用いられ、史高は位にあるばかりで蕭望之と仲が悪かった。長安令の楊興が史高に匡衡を登用して世間の歓心を買うようにとの進言を取り入れ、匡衡を自分の幕府の議曹史とし、彼を元帝に推薦した。元帝は彼を郎中とし、博士・給事中に遷した。
そんな折、日食・地震という天変地異があり、元帝が政治上の問題点について意見を求めたところ、匡衡の回答に元帝は喜び、彼を光禄大夫・太子少傅とした。
また、当時傅昭儀とその子の定陶王劉康が皇后と皇太子劉驁（後の成帝）より寵愛されていた。匡衡は皇太子を優先するようにと上書した。
元帝は匡衡を宰相に堪える人材だと思ったため、建昭元年（紀元前38年）に彼を光禄勲とし、建昭2年（紀元前37年）には御史大夫鄭弘が罷免されたため後任の御史大夫となった。更にその建昭3年（紀元前36年）には丞相韋玄成の死によって丞相となり、楽安侯に封ぜられた。
元帝が世を去り成帝が即位すると、匡衡は妃を選ぶことについて慎むことと、経書を学ぶべきことを進言した。また、南北郊の祭祀制度を整えること、及び淫祀の排除を提案した。
韋玄成や匡衡は、元帝の在世中権力を握る中書令石顕を恐れ、彼の意を損なわないようにしていたが、成帝が即位すると御史大夫甄譚と共に石顕のかつての罪悪を弾劾した。このことについて司隷校尉王尊は、大臣でありながら石顕の罪悪を知りつつ弾劾しなかったのは阿諛追従であり、今も石顕を弾劾しながら自分の不忠の罪を述べないのは不道である、と弾劾した。匡衡は辞職を願い出たが成帝は慰労した。
しかし、匡衡は子の匡昌が越騎校尉であったが、酔って殺人を犯し投獄され、さらに越騎校尉の属官や匡昌の弟が彼を強奪し助け出そうとし、発覚した。匡衡は謝罪し断罪を待ったが、成帝は不問とした。しかし、丞相府において匡衡の領地を不正に増したとの疑惑が発覚し、司隷校尉王駿らにより弾劾された。成帝の詔により取り調べは止められたが丞相は罷免され、列侯を取り上げられて庶人となった。建始4年（紀元前29年）であった。
子の匡咸も経書に明るく、九卿に至った。また家からは博士となる者が多かった。